# Los Reyes Nopala
Los Reyes Nopala är en ort i Mexiko, tillhörande kommunen Tepetlaoxtoc i delstaten Mexiko. Los Reyes Nopala ligger i den centrala delen av landet och tillhör Mexico Citys storstadsområde. Orten hade 461 invånare vid folkmätningen 2010.